# Зиминська сільська рада (Топчихинський район)
Зи́минська сільська рада (рос. Зиминский сельский совет) — сільське поселення у складі Топчихинського району Алтайського краю Росії.
Адміністративний центр та єдиний населений пункт — село Зимино.

## Населення
Населення — 396 осіб (2019; 522 в 2010, 742 у 2002).